# 테일러 실링
테일러 실링(Taylor Schilling, 1984년 7월 27일 ~ )은 미국의 배우이다. 실화를 바탕으로 한 넷플릭스 코미디 쇼 오렌지 이즈 더 뉴 블랙에서 주인공 파이퍼 채프먼 역을 연기한다.

## 출연 작품
- 더 타이탄 - 애비 젠슨 역
- 더 퍼블릭
- 테이크 미
- 패밀리